# Ženodraga
Ženodraga is een plaats in de gemeente Višnjan in de Kroatische provincie Istrië. De plaats telt 28 inwoners (2001).